# August Meier
 (février 2025).
Si vous disposez d'ouvrages ou d'articles de référence ou si vous connaissez des sites web de qualité traitant du thème abordé ici, merci de compléter l'article en donnant les références utiles à sa vérifiabilité et en les liant à la section « Notes et références ».
Pour les articles homonymes, voir Meier.
August Meier, né le 8 octobre 1900 à Mayence et mort le 13 mai 1960 à Bayreuth, est un nazi allemand.

## Biographie

### Avant la guerre
En 1933, August Meier devient membre du NSDAP. À partir de 1936, il occupe le poste de chef de section SD à Wiesbaden. Il travaille également pour le SD à Wroclaw.

#### Seconde Guerre mondiale
Le 5 septembre 1941, il est nommé commandant de la Force opérationnelle 5 de la Force opérationnelle C. De septembre à février 1942, environ 10 000 Juifs sont assassinés sous son commandement dans le cadre de la Force opérationnelle 5 dans les régions de Kiev, Rivne et Jytomyr.
Du 5 juillet 1942 à novembre 1942, il dirige la Task Force 4b de la Task Force C en tant que successeur de Walter Haensch et à Stalingrad, il contracte le typhus et le paludisme. Après avoir été évacué par avion, il se trouve dans plusieurs hôpitaux militaires jusqu'à son rétablissement en mai 1943.
Après cela, il commande la police de sécurité et le SD (KdS) de Limoges qui se trouve à l'angle du cours Gay-Lussac, face au Champ de Juillet, la bâtisse réquisitionnée après le 11 novembre 1942. Il prend la succession de Hans Nikolai Jessen (1895-1951), August Meier a pour adjoint Richard Ulbing, Reinold Schwabe qui est chargé des affaires juives, assisté de Josef Schmedl, du capitaine Erich Bartels et de son épouse, du sergent chef Johannes Jasnochs et de Joachim Kleist autrefois secrétaire de police à Berlin il est particulièrement brutal et haineux. La bâtisse dépend directement du SS-Brigadeführer Carl Oberg. La Gestapo de Périgueux opérant au premier étage du batiment du Crédit Lyonnais, rue de la comédie à partir du 1er janvier 1943, mené par Michaël Hambrecht dépendait de Limoges comme l'ensemble des services officiels. Sa zone d'activités s'est étendue de la Dordogne à l'Indre ou antenne de la Gestapo est à Châteauroux 35, rue des mousseaux mais qui travaille étroitement avec celle de Bourges Eric Hasse et Pierre Paoli.
Le 26 mars 1944, 26 hommes, dont le résistant Georges Dumas et 13 juifs, sont exécutés par des éléments de la brigade nord-africaine à Brantôme placée sous le commandement d'Alexandre Villaplane. Le peloton d'exécution pourrait avoir été commandé par August Meier.
Le chef de la Gestapo indique au commandement de la 2e division SS Das Reich de Heinz Lammerding que le village d'Oradour-sur-Glane est infesté de terroristes, ce qui est faux. Là, il avait appris que Helmut Kämpfe avait disparu et que Karl Gerlach avait disparu aussi. Kämpfe, le « héros de la division Das Reich » a été capturé entre Saint-Léonard-de-Noblat et Sauviat-sur-Vige d'où à Moissannes un monument conçu par l'artiste Sanfourche en 1986 rappelle sa capture il a été capturé par les hommes du sergent Jean Canou appartenant au groupe de Georges Guingouin. Le service de la Gestapo sera des réunions ou le Sturmbannführer Dickmann avait installé son poste de commandement à l’Hôtel de la Gare à Saint-Junien dont le sous-chef de la Gestapo, le Oberscharführer Joachim Kleist avec le concours de la Milice le chef en était Pitrud, les trois autres étaient Davoine, alias « Decours », Tixier et Tomine. C’est Jean Filiol qui, le 9 au soir, avait désigné les
quatre miliciens pour assister les SS dans une « opération en cours d’organisation » aux environs de Saint-Junien ». Adolf Diekmann perpetrera le Massacre d'Oradour-sur-Glane et aneantissement du village.
Beaucoup de résistants passent dans les locaux de la villa Tivoli ou ils sont arrêtés et questionnés. Des hommes de la Gestapo participeront au Massacre du Pont Lasveyras à Beyssenac le 16 février 1944 ou 34 résistants sont massacrés et en deporterent 13 ou encore le 15 novembre 1943 la participation de Erich Bartels et d'un détachement de SS du régiment Todt qui massacrer 18 résistants à Sainte-Féréole, aux fermes de la Besse et du Treuil et 17 furent déportés dont 14 sans retour.
August Meier a eu à interrogé Violette Szabo, capturé près de Salon-la-Tour, le 10 juin 1944 à la villa Tivoli puis elle fut interrogée par le capitaine Aurel Kowatsch, du 2e bureau qui arrive de Tulle, qui participa à intervention du Massacre de Tulle et en réponse au préfet Pierre Trouillé, qui demandait que les exécutions n'aient pas lieu par pendaison, lui répondit <<nous avons pris l'habitude en Russie de pendre, nous avons pendu plus de cent mille hommes à Kharkov et à Kiev, se n'est rien pour nous>>
Aurel Kowatsch arrive avec son interprète le lieutenant SS Dr Walter Wache puis transféré à Paris elle mourra en déportation à Ravensbrück le 5 février 1945 avec Denise Bloch et Lilian Rolfe.
Meier travaille étroitement avec la Milice française avec Jean de Vaugelas, l'un de ses cadres. Il travaillera étroitement avec Jean Filiol, cofondateur de La Cagoule (Osarn) qui est de détruire les maquis tâche lourde sur le département de Haute-Vienne en grande partie contrôlé par les FTP de Georges Guingouin, sans doute le plus puissant des chefs maquisards de France,,.

### Après la guerre
Après la guerre, il trouve un emploi dans l'administration de la ville de Miltenberg. De 1945 à 1947, il est président du parti SPD de Franconie et joue un rôle essentiel dans le développement d'après-guerre de la maison d'édition franconienne et du « courrier quotidien franconien »[Information douteuse].

#### Procès et condamnation
En 1949, il est extradé sur demande française. Le tribunal militaire de Bordeaux le condamne à vingt ans de travaux forcés en juin. Il est libéré de prison en 1956 en raison de son état de santé. August Meier est alors handicapé à 60 %.
En 1959, il doit répondre de ce qui s'est passé en Ukraine et est interrogé par le procureur du tribunal de district d'Aschaffenbourg. Il est ensuite arrêté et transféré au centre de détention de Hohenasperg, où il se suicide en mai 1960,.